# Steve Kellenberger
Steve Kellenberger (* 6. Februar 1987 in Bülach) ist ein Schweizer Eishockeyspieler mit österreichischer Staatsbürgerschaft, der seit Juli 2014 erneut beim EHC Kloten aus der Schweizer National League unter Vertrag steht und dort auf der Position des Verteidigers spielt.

## Karriere
Steve Kellenberger durchlief alle Juniorenabteilungen seines Heimatvereins EHC Kloten. In der Saison 2005/06 gab er sein Debüt für die Herrenmannschaft seines Vereins in der Nationalliga A (NLA). Vor der Saison 2006/07 bekam er seinen ersten Profivertrag bei den Fliegern. Da Steve Kellenberger meistens nur in der vierten Sturmreihe spielte, absolvierte er in der Spielzeit 2008/09 auch drei Partien für den HC Thurgau. Zur Saison 2012/13 wurde er vom EHC Biel verpflichtet und spielte dort bis zum Ende der Saison 2013/14, ehe er zu seinem Stammverein zurückkehrte.
2018 stieg er mit Kloten in die zweitklassige Swiss League ab, ehe er vier Jahre später mit dem EHC Kloten den Aufstieg in die National League schaffte.

### International
Steve Kellenberger hat im Laufe seiner bisherigen Karriere an drei Weltmeisterschaften teilgenommen: 2005 nahm er mit der U18-Auswahl der Schweiz an der U18-Weltmeisterschaft teil. Sowohl 2006, als auch 2007 gehörte er dem Kader der U20-Junioren bei den jeweiligen Welttitelkämpfen an.

## Erfolge und Auszeichnungen
| - 2006 Schweizer U20-Juniorenmeister mit dem EHC Kloten - 2006 Topscorer der Elite-Junioren-A-Hauptrunde - 2009 Schweizer Vizemeister mit den Kloten Flyers | - 2011 Schweizer Vizemeister mit den Kloten Flyers - 2017 Schweizer Cupsieger mit dem EHC Kloten - 2022 Meister der Swiss League und Aufstieg in die National League mit dem EHC Kloten |

## Karrierestatistik
Stand: Ende der Saison 2024/25

### International
Vertrat die Schweiz bei:
- U18-Junioren-Weltmeisterschaft 2005
- U20-Junioren-Weltmeisterschaft 2006
- U20-Junioren-Weltmeisterschaft 2007

(Legende zur Spielerstatistik: Sp oder GP = absolvierte Spiele; T oder G = erzielte Tore; V oder A = erzielte Assists; Pkt oder Pts = erzielte Scorerpunkte; SM oder PIM = erhaltene Strafminuten; +/− = Plus/Minus-Bilanz; PP = erzielte Überzahltore; SH = erzielte Unterzahltore; GW = erzielte Siegtore; 1 Play-downs/Relegation; Kursiv: Statistik nicht vollständig)